# Воробйове (Євпаторійський район)
Воробйо́ве (до 1945 року — Кудайгу́л; крим. Qudayğul) — село Євпаторійського району Автономної Республіки Крим.
Відстань від райцентру до населеного пункта становить 18 кілометрів по прямій.
У 2023 році у проєкті Постанови Верховної Ради України «Про перейменування деяких населених пунктів Автономної Республіки Крим» село запропоновано перейменувати на Кудайгул.